# Diascia engleri
Diascia engleri är en flenörtsväxtart som beskrevs av Friedrich Ludwig Diels. Diascia engleri ingår i släktet tvillingsporrar, och familjen flenörtsväxter. Inga underarter finns listade i Catalogue of Life.